# Таинственная река (роман)
«Таи́нственная река́» (англ. Mystic River) — детективный роман американского писателя Денниса Лихэйна, изданный в 2001 году. В 2003 году по книге был снят одноимённый кинофильм.

## Описание
Сюжет завязывается вокруг трёх юных друзей, которые живут по соседству в тихом квартале Бостона — Дейв Бойл, Шон Девин и Джимми Маркус. Однажды Дейва похищают прямо с улицы на глазах Шона и Джимми. Через несколько дней Дейву, подвергшемуся в плену сексуальному насилию, удаётся убежать и вернуться домой, но теперь это другой, эмоционально разбитый человек.
События перемещаются на 25 лет вперёд: Шон стал полицейским, Джимми — владельцем магазина и теневым преступником, а Дейв так и остался замкнутым в себе человеком. Дочь Джимми исчезает, её находят жестоко убитой в городском парке, и в ту же ночь Дейв возвращается домой к своей жене со следами крови на одежде. Шон назначается расследовать это убийство. Трагедия вновь сводит вместе троих друзей детства.

## Награды
- В 2002 году книга была награждена премией Dilys, вручаемой Независимой ассоциацией тайных книготорговцев (IMBA)[2].
- Премия Barry-2002 в категории «лучший роман»[3].

## Экранизация
В 2003 году Клинт Иствуд экранизировал роман. Сценарий адаптировал Брайан Хелгеленд. В главных ролях снялись: Шон Пенн в роли Джимми Маркума (в фильме фамилия персонажа была изменена с Маркуса на Маркум), Тим Роббинс в роли Дейва, Кевин Бейкон в роли Шона Девина. Фильм получил положительные отзывы критиков, а Шон Пенн и Тим Роббинс были удостоены премии «Оскар» (Пенн за главную роль, а Роббинс — за роль второго плана).